# الشخص الكحولي عالي الاداء
الشخص الكحولي عالي الأداء هو فرد يحافظ على المهن والعلاقات أثناء إظهار إدمان الكحول.
أوضحت رؤى من كلية الصحة العامة بجامعة هارفارد أن 31 بالمئة من الطلاب الجامعيين يعطون مؤشرات على تعاطي الكحول و 6 بالمئة يعتمدون على الكحول. يثق المتخصصون في أن التعريف الجديد سيساعد في التعرف على الحالات الخطيرة لإدمان الكحول في وقت مبكر، على عكس متى يتم تطوير المشكلة تمامًا.
لا ينظر المجتمع إلى العديد من المدمنين على الكحوليات على أنهم مدمنون، لأنهم لا يناسبون الصورة النمطية الشائعة للمدمن على الكحوليات. وعلى عكس المدمن النمطي على الكحوليات، نجح المدمنون على الكحوليات أو تجاوزوا ذلك طوال حياتهم. وقد يؤدي هذا إلى إنكار إدمان الكحوليات من قبل المدمن على الكحوليات وزملاء العمل وأفراد الأسرة والأصدقاء. ويشكل المدمنون على الكحوليات الوظيفيون 19.5% من إجمالي المدمنين على الكحوليات في الولايات المتحدة، كما أن 50% منهم مدخنون و33% لديهم تاريخ عائلي متعدد الأجيال من إدمان الكحوليات. وأشارت إحصاءات كلية الصحة العامة بجامعة هارفارد إلى أن 31% من طلاب الجامعات يظهرون علامات تعاطي الكحوليات وأن 6% منهم معتمدون على الكحوليات. ويأمل الأطباء أن يساعد التعريف الجديد في تحديد الحالات الشديدة من إدمان الكحوليات في وقت مبكر، وليس عندما تتطور المشكلة بشكل كامل.